# Diaphorus walkeri
Diaphorus walkeri är en tvåvingeart som beskrevs av Octave Parent 1934. Diaphorus walkeri ingår i släktet Diaphorus och familjen styltflugor. Inga underarter finns listade i Catalogue of Life.